# 八雲さんは餌づけがしたい。
『八雲さんは餌づけがしたい。』（やくもさんはえづけがしたい）は、里見Uによる日本の漫画作品。『ヤングガンガン』（スクウェア・エニックス）2015年18号から20号まで3号連続で読切が掲載。その後同誌2016年6号より設定を一部変更して本連載を開始し、2021年7号をもって完結した。2024年5月時点でのシリーズ累計部数は300万部を記録している。

## 沿革
2016年3月4日、読み切りから連載化となり、『ヤングガンガン』6号より連載開始となる。
2017年10月、単行本第4巻発売の際には、「“年上のかわいいお姉さんと男子高校生”の関係」が描かれた作品という共通点により、オジロマコトの『猫のお寺の知恩さん』とコラボレートを実施。
2018年2月、「全国書店員が選んだおすすめコミック2018」一般部門にて8位を獲得。同年3月、単行本第5巻が発売された際には、ヒロインが「お世話好き」で「エプロンの似合うお姉さん」という共通点があるはっとりみつるの『綺麗にしてもらえますか。』の第1巻と同日に発売されることを記念して、両作品のコラボビジュアルとコラボ漫画を制作。同年4月6日発売の『ヤングガンガン』8号からは、同誌で『マリア先生は妹ガチ勢！』と同時連載を開始。
2019年3月20日、単行本が累計100万部を突破したことを記念して、描きおろしイラストが使用されたLINEスタンプを制作。
2021年3月19日発売の『ヤングガンガン』7号にて、連載を終了。2024年12月6日発売の同誌24号にて、同誌の創刊20周年を記念して本作の読み切りを掲載。

## あらすじ
1人暮らしの未亡人・八雲柊子は、ある日作りすぎてしまった料理を気まぐれでアパートの隣の部屋におすそ分けに行った。すると、隣に住む少年・大和翔平は、玄関先で八雲の料理を一気にたいらげてしまう。その食べっぷりと1人暮らしらしき室内の様子を見た八雲は、自分が作った料理を人にふるまう、通称「餌づけ」が元々好きなこともあって、また料理を作ってあげたいと思い、彼を自分の部屋での夕食に招く。それ以来大和は八雲の家で夕食を食べるようになり、二人は次第に交流を深めていく。

## 登場人物

### 主要人物
八雲柊子（やくも しゅうこ）
声 - 久川綾（TVCM）
本作の主人公兼ヒロイン。誕生日は12月3日。 身長154センチメートル。血液型O型。初登場時の年齢28歳。 旧姓は綾瀬（あやせ）。
アパートで独り暮らしをしている未亡人。眼鏡をかけた貞淑な大和撫子。スタイル抜群でかなりの巨乳。趣味は読書。学生時代は一貫して文学部という文学系。運動は苦手であり、野球のことも詳しくない。しかし、大和と接していくうちにルールを覚えていく。
世話好きで面倒見がよく、家事全般が得意。自分が作った料理を振る舞う（通称「餌づけ」）が大好き。以前は亡き夫に行っていたが、現在は隣人である大和が対象。
大和翔平（やまと しょうへい）
本作のもう1人の主人公。身長175センチメートル、体重63キログラム。血液型AB型。高校1年生、初登場時の年齢15歳。
桐聖学院に通っている特待生。小学生時代から野球をはじめ、中学ではボーイズリーグのチームに所属し、U-15代表メンバーに選ばれたほどの逸材。ポジションは中学まではセンターだったが、高校ではショート。
感情をあまり表に出さない朴念仁。普段は無表情にボーッと過ごしている機会が多く、学校内ではやや浮いた存在。
名門野球部のレギュラークラスということもあって普段の練習量（運動量）は半端なものではなく、そのせいもあって非常に食欲旺盛であり、白米なら8杯を余裕で平らげる大食漢。好物は肉料理。
越境入学しており本来は寮生活が決まりだが、入学を決めたのが遅かったために寮に入れずアパート暮らしとなった。
色恋沙汰にはあまり興味がないものの、八雲に想いを寄せている節があり、無自覚にドキドキしていることがある。高校卒業後は東京ヤクルトスワローズに所属している。
西原ルイ（にしはら ルイ）
本作のサブヒロイン。身長147センチメートル。血液型B型。高校1年生、15歳。
大和の幼馴染。熱狂的な野球ファンであり、大和を野球選手として大成させて結婚するのが夢。地元の高校に行こうとしていた大和に、現在の高校への進学を強く勧めた。大和に何度か告白しているが、野球優先を理由に毎回振られている。暴走気味な妄想をすることが多い。貧乳で料理は苦手。八雲のことをライバル視している。

### 桐聖学院
永井律子（ながい りつこ）
ルイの友人であり、ツッコミ役。身長161センチメートル。血液型A型。高校1年生、15歳。
前田宏太（まえだ こうた）
大和の同級生。身長162センチメートル、体重54キログラム。血液型AB型。高校1年生、15歳。
野球部では3軍。小柄な体格。律子とは幼馴染。
川井大悟（かわい だいご）
大和の同級生。身長178センチメートル、体重70キログラム。血液型A型。高校1年生、15歳。
野球部では3軍。長身で坊主頭。大和と宏太より女性への興味が強い。

### 親族
八雲教授（仮称）
柊子の亡夫。名前は不明。柊子が通っていた大学の教授で、食事をいつも簡単に済ませているのを見かけた柊子がお弁当を作ったのがきっかけで親しくなった。
大和さくら（やまと さくら）
翔平の妹。身長138センチメートル。血液型A型。小学4年生、10歳。
年齢の割にしっかり者。大人の女性に憧れていて、八雲のことを初対面時から慕っている。
大和京香 (やまと　きょうか)
翔平、さくらの母親。食欲旺盛な翔平のご飯を作ってくれている八雲に対して、度々贈り物を送っている。
大和啓吾 (やまと けいご)
翔平、さくらの父親。カメラマンであり、日々忙しい生活を送っている。
西原ラン（にしはら ラン）
ルイの姉。大和兄妹と仲が良い。大学生→社会人。

### その他
伊南川由梨（いながわ ゆり）
八雲の親友。身長165センチメートル。血液型O型。28歳。
漫画雑誌の編集者をしている。兄が3人いる。八雲とは中学からの付き合いであり、大学まで一緒だった。スポーツ万能であり、学生時代は陸上部のキャプテンを務めていた。がさつな性格で酒好き。
古淵 (こぶち)
八雲のパート先にいる雇われ店長。転職後は蕎麦屋で働いている。

## 作中舞台
アパート
作中の主要舞台。柊子と翔平が隣同士で部屋を借りている。
桐聖学院
全国区に名の知れた野球の名門校。所在地は東京都23区内。
過去に全国高等学校野球選手権西東京大会に出場しており、プロ選手も輩出している。

## 書誌情報
- 里見U 『八雲さんは餌づけがしたい。』 スクウェア・エニックス〈ヤングガンガンコミックス〉、全11巻
  1. 2016年9月24日発売[11][12]、ISBN 978-4-7575-5110-7
  2. 2016年11月25日発売[13][14]、ISBN 978-4-7575-5164-0
  3. 2017年4月25日発売[15][16]、ISBN 978-4-7575-5334-7
  4. 2017年10月25日発売[17][18]、ISBN 978-4-7575-5509-9
  5. 2018年3月24日発売[6][19]、ISBN 978-4-7575-5672-0
  6. 2018年10月25日発売[20][21]、ISBN 978-4-7575-5892-2
  7. 2019年3月25日発売[22][23]、ISBN 978-4-7575-6028-4
  8. 2019年9月25日発売[24][25]、ISBN 978-4-7575-6315-5
  9. 2020年3月25日発売[26]、ISBN 978-4-7575-6575-3
  10. 2020年10月24日発売[27]、ISBN 978-4-7575-6912-6
  11. 2021年3月25日発売[28]、ISBN 978-4-7575-7167-9